# Заражений
Заражений (англ. Contaminated Man) — американсько-британсько-німецький трилер 2000 року.

## Сюжет
Повернувшись додому з роботи, генетик Девід Вітмен випадково заразив дружину і дочку швидкодіючим токсином, після чого вони померли. Минуло десять років. Вітмен працює експертом НАТО. Його залучають до розслідування пожежі на хімічному заводі в Німеччині. Винуватець інциденту — Йозеф Мюллер — імовірно заражений тим же самим штамом, який убив дружину і дочку Вітмена. Будь-хто, до кого доторкається носій токсину, помирає через кілька хвилин. Разом із співробітницею Держдепартаменту США Холлі Андерсон, Девід йде по сліду Мюллера, що залишає на своєму шляху все нові і нові трупи. І тільки Вітмен, у якого є імунітет від токсину, зможе зупинити зараженого безумця.

## У ролях
- Вільям Херт — Девід Вітмен
- Наташа МакЕлхон — Холлі Андерсон
- Пітер Веллер — Йозеф Мюллер
- Катя Войвуд — Карін Шиффер
- Майкл Брендон — Wyles
- Ніколет Барабас — мисливець
- Хендрік Хасе — Пек
- Дезіре Носбуш — Келлі Вітмен
- Артур Браусс — детектив
- Крістофер Кейзнов — президент Клеріон
- Харді Крюгер молодший — директор заводу
- Томас Фрич — гравець
- Джеральдін Мак-Еван — Ліліан Роджерс
- Марі Надь — Алма
- Арон Сус — син Йозефа
- Габор Петер Вінце — приятель Алми
- Віраг Амбруш — Кімберлі
- Пал Оберфранк — технік 1
- Саїд Тічіті — технік 2
- Дальма Девені — технік 3
- Бела Фештбаум — співробітників Клеріона
- Сільвія Бізек — диктор
- Балаж Галко — начальник поліції
- Андреа Осварт — покоївка